# Zambia
Zambia, formellt Republiken Zambia (engelska: the Republic of Zambia), är en kustlös suverän stat och republik i södra Afrika, gränsande till Angola i väst, Kongo-Kinshasa och Tanzania i norr, Malawi i öst, och Moçambique, Namibia, Botswana och Zimbabwe i söder. Huvudstad är Lusaka.
Den brittiska kolonin Nordrhodesia blev en självständig stat 24 oktober 1964 med namnet Zambia, efter Zambezifloden. Landet räknas som ett lägre medelinkomstland, samtidigt som över halva befolkningen lever i fattigdom.
Gruvnäringen har varit omfattande i landet och koppar är den viktigaste källan till exportinkomster. Dock har gruvnäringens ekonomiska betydelse minskat sen toppen på 1970-talet. På det torra platålandet odlas särskilt majs och tobak, men produktiviteten är tämligen låg. Liksom de flesta övriga afrikanska länder är landet hårt drabbat av hiv och aids och omkring 15 procent av barnen i landet är föräldralösa på grund av detta.

## Historia
Landet gjordes 1924 till en brittisk kronkoloni under namnet Nordrhodesia, och var från 1953 en del av Centralafrikanska federationen (tillsammans med Sydrhodesia och Nyasaland). 1964 blev landet den självständiga republiken Zambia.
Landet har haft ett stabilt politiskt styre, men hade ett lagstadgat enpartisystem från 1972 fram till 1991 då flerpartistyre återinfördes och demokratiska val hölls. Under enpartistyret var United National Independence Party (UNIP) det maktbärande partiet under ledning av Kenneth Kaunda, som styrde landet enväldigt fram till dess att demokratiska val kunde hållas 1991.
Även om valen 1991 innebar ett slut på enpartistyret, förekom i efterföljande val 1996 trakasserier av oppositionspartier. 2001 valdes Levy Mwanawasa till president, och hans antikorruptionskampanj följande år ledde bland annat till att den tidigare presidenten Frederick Chiluba och många andra arresterades. När Mwanawasa dog 2008 efterträddes han av Rupiah Banda, som sedan fick förnyat förtroende i valet i oktober samma år.

## Geografi

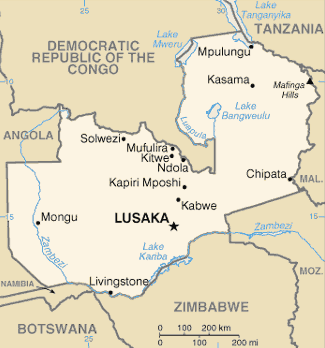
Zambia

Landet ligger i sin helhet i tropikerna, men höjden över havet gör att klimatet i större delen av landet har subtropisk prägel. Vid gränsen mot Zimbabwe finns Victoriafallen, världens (beroende på hur man mäter) största vattenfall. 

### Topografi
Merparten av landet består av ett småkuperat platålandskap, 900–1 500 meter över havet. Landskapet är relativt ensartat; flacka, sumpiga sänkor och djupa floddalar omväxlas med långsträckta, svagt sluttande åsryggar. De högsta delarna ligger i norr, med Muchingabergen och Mbalaplatån, och i nordöst Mafingahöjderna. I Mafinga ligger även landets högsta punkt, på 2 301 meter över havet.

### Hydrografi
I norr ligger ett enormt träskområde, Lake Bangweulu. Andra sjöar i norr är Mweru och Tanganyika.
Av de stora floddalarna som sträcker sig genom landet är Luangwas störst. Luangwa rinner i nord-sydlig riktning, och möter Zambezi vid Zumbo. Zambezi rinner genom landets västra delar, där den upptar bifloderna Lungwebungu och Kabompo. Vid cirka 18° sydlig bredd kröker sig Zambezi åt öst, och utgör först gräns mellan Zambia och Namibias Capriviremsa, därefter mellan Zambia och Zimbabwe. På denna sträcka bildar floden Victoriafallen, och längre österut ligger den stora, konstgjorda Karibadammen, även den på gränsen till Zimbabwe. Tre fjärdedelar av landet tillhör Zambezis avrinningsområde. Zambezifloden är vid sin lägsta punkt, 329 meter över havet, även landets lägsta punkt.

### Klimat
De lägst liggande delarna av Zambia har tropiskt klimat, men höjden över havet gör att klimatet i det mesta av landet har subtropisk prägel. Medeltemperaturen för juni och juli, som är årets kallaste månader, är cirka 15–18 °C. Den varmaste årstiden är vid början av regnperioden, i regel i oktober, som har en medeltemperatur på 24–27 °C. Det ekvatoriala regnbältet drar in över landet när det södra halvklotet har sommar. Inom loppet av oktober till april faller det cirka 750 mm nederbörd längst i söder, och nära 1 500 mm i norr. Från maj till september är det torrperiod, som är särskilt tydlig längst i söder.
| Zambias klimat | Zambias klimat | Zambias klimat | Zambias klimat | Zambias klimat | Zambias klimat | Zambias klimat | Zambias klimat | Zambias klimat | Zambias klimat | Zambias klimat | Zambias klimat |
|                | Varmast        | Max            | Min            | Kallast        | Max            | Min            | Årsnederbörd   | Våtast         | mm             | Torrast        | mm             |
| -------------- | -------------- | -------------- | -------------- | -------------- | -------------- | -------------- | -------------- | -------------- | -------------- | -------------- | -------------- |
| Livingstone    | okt            | 34             | 19             | april          | 30             | 15             | 675            | feb            | 89             | juli           | 0              |
| Lusaka         | okt            | 31             | 18             | juli           | 23             | 9              | 835            | jan            | 231            | aug            | 0              |
| Kasama         | okt            | 31             | 17             | juli           | 24             | 10             | 1310           | mars           | 277            | juni–sept      | <3             |

Zambia drabbades av svåra översvämningar efter kraftigt regnväder i december 2008 och början av januari 2009. Översvämningen förstörde vägar, broar, jordbruksytor, vattenkällor, brunnar och skolor.

### Naturskydd och miljöproblem
Några av Zambias största miljöproblem är luftföroreningar och surt regn på grund av gruvorna, kemikalier som smutsar ner vattnet, jorderosion samt tjuvjakt som allvarligt hotar många djur, bland annat flodhäst, elefant, antilop och de stora kattdjuren. Zambia har skrivit under Kyoto-protokollet om klimatförändringar.

## Styre och politik

### Administrativ indelning

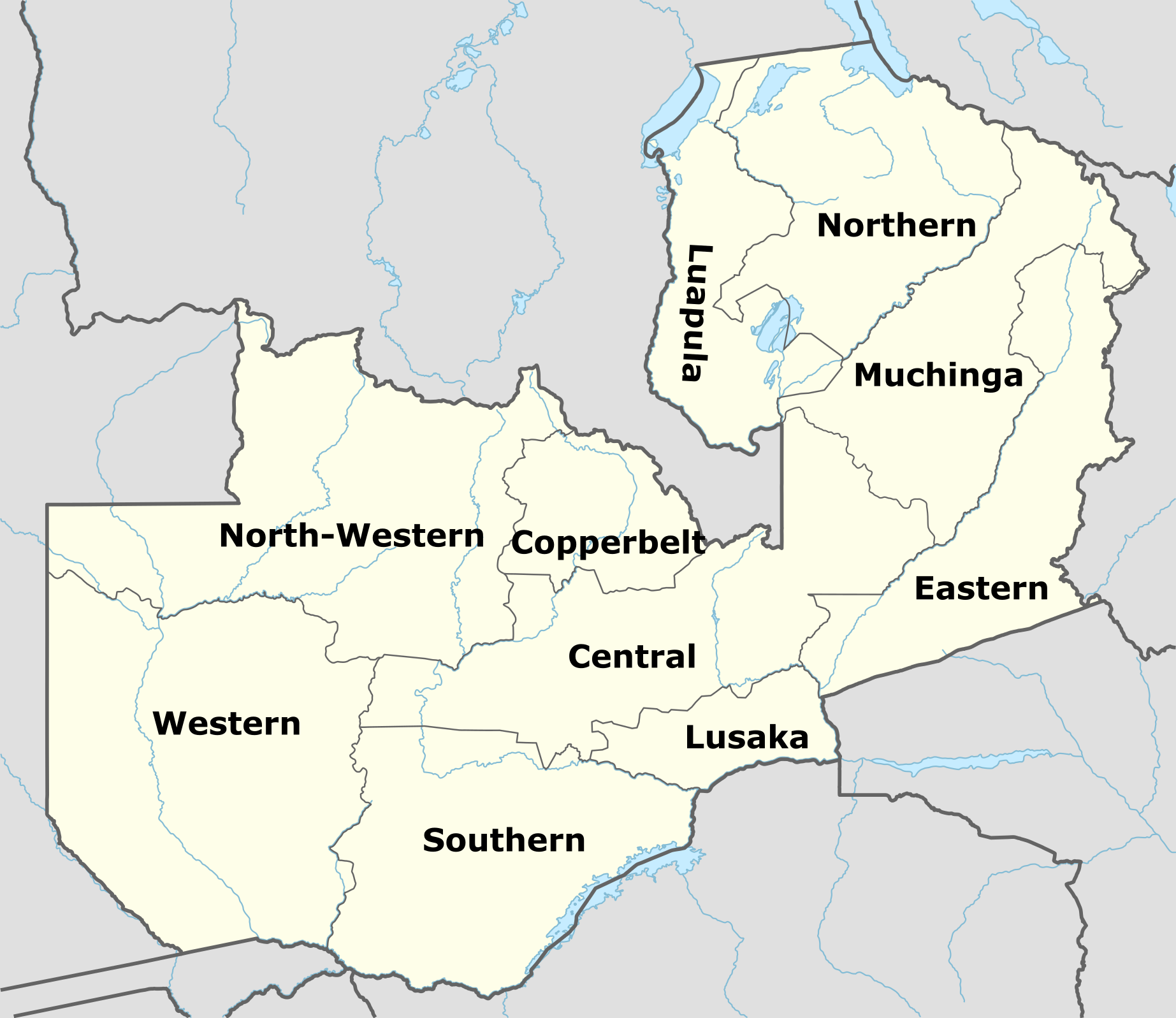
Zambias provinser.

Zambia är indelat i tio provinser: Central, Copperbelt, Eastern, Luapula, Lusaka, Muchinga, North-Western, Northern,  Southern och Western Province. Dessa delas i sin tur in i 103 distrikt.

### Politik
Partiet Movement for Multiparty Democracy (MMD) satt mellan 1991 och 2011 i regeringsställning. Vid presidentvalet 2011 besegrade dock Patriotic Fronts Michael Sata den sittande presidenten Rupiah Banda (MMD). Michael Sata var landets president fram till sin död 28 oktober 2014 då Guy Scott tog över som tillförordnad president. I det extra presidentvalet 20 januari 2015 vann regeringspartiets kandidat Edgar Lungu över huvudmotståndaren Hakainde Hichilema.
Vid parlamentsvalet 2006 erhöll förutom MMD följande politiska grupperingar parlamentarisk representation: Patriotic Front, United Democratic Alliance, United Liberal Party och National Democratic Focus. Därtill kom ett par oberoende parlamentariker samt åtta ledamöter som utnämnts av presidenten.
Valet i augusti 2021 vanns denna gång av Hichilema och Lungu lämnade ämbetet. 

### Rättsväsen
Zambias rättsväsen är baserat på engelsk common law, men har efterhand fått en mer zambisk prägel. Domstolarna har traditionellt varit relativt oberoende. Den högsta instansen är High Court, som omfattar en chefsdomare och fyra andra domare. Det finns även en Supreme Court, som huvudsakligen är en appellationsdomstol. Vidare omfattar domstolsväsendet tre klasser av Magistrate's Courts, där klasserna definieras efter målens allvarlighet eller viktighet. Domarna i de högre domstolarna utnämns förutom chefsdomaren av presidenten, de i de lägre domstolarna av Judicial Services Commission.

### Internationella relationer
Zambia är medlem av FN och de flesta av FN:s organisationer, bland andra Världsbanken, och dessutom av Samväldet, Afrikanska unionen (AU), Världshandelsorganisationen, Southern African Development Community (SADC) och Cotonouavtalet.

## Ekonomi och infrastruktur
Zambia har goda naturliga förutsättningar för ekonomisk utveckling, både inom lantbruk och gruvdrift, inklusive förhållandevis god tillgång på vatten för både bevattning och kraftproduktion. Landet är väsentligen ett jordbrukssamhälle, men en stark gruvsektor har bidragit till en relativt hög grad av industrialisering. Gruvdriften är framförallt baserad på landets stora koppartillgångar, och gruvorna i Copperbelt har under flera decennier varit viktig för sysselsättningen och som bidrag till nationens ekonomi. Samtidigt har det stora beroendet av koppar som den enda, dominerade exportartikeln, gjort den zambiska ekonomin utsatt för prissvängningar på den internationella marknaden. Prisnedgången på koppar från mitten av 1970-talet medförde betydande ekonomiska problem som fortplantade sig till hela det zambiska samhället.

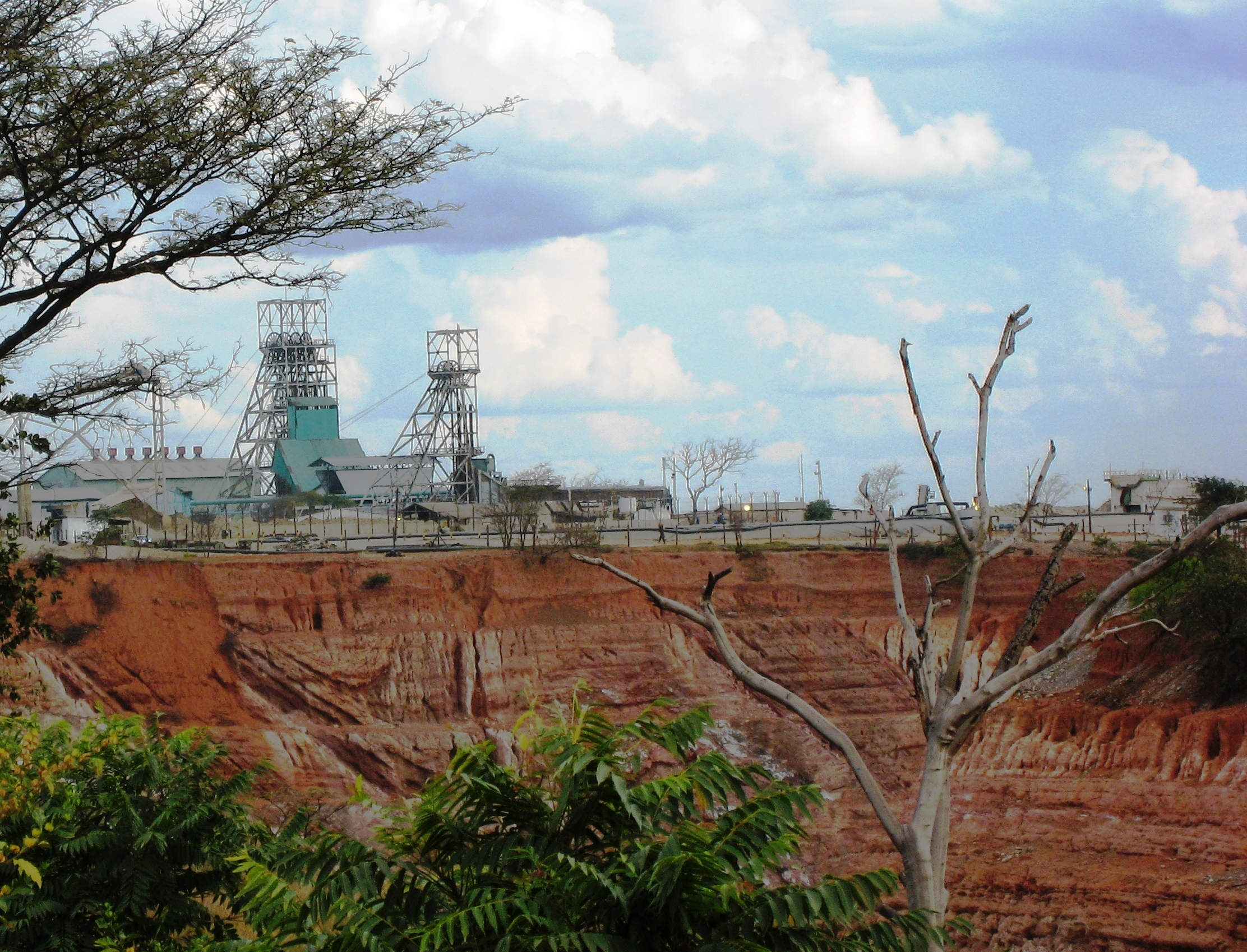
Koppargruva i Kitwe.

Tron på gruvdrift som en drivkraft för industrialisering, särskilt på 1960- och 1970-talen innebar att utvecklingen av lantbruket, som sysselsätter majoriteten av befolkningen delvis negligerades. Detta har bidragit till bristande social och ekonomisk utveckling på landsbygden och till utbredd fattigdom, trots att Zambia normalt är i stånd att vara självförsörjande på livsmedel. Sviktande intäkter från slutet av 1970-talet bidrog också till att denna sektor förföll till följd av sviktande nyinvesteringar. Zambia gick in i en djup ekonomisk kris som man från 1980-talet försökte lösa bland annat genom ekonomisk strukturrationalisering efter påtryckningar från bland andra Världsbanken och IMF, och med ytterligare liberalisering – inklusive privatisering av statliga företag – på 1990-talet. Ekonomin har ytterligare försvagats till följd av hiv/aids. Zambia är ett av de länder som har drabbats hårdast av epidemin, vilket bland annat har lett till en minskning av arbetskraften både i den moderna sektorn och i jordbruket, samt bidragit till ytterligare press på sjukvården såväl som på familjer och lokala samhällen.
Den ekonomiska utvecklingen sedan självständigheten har i hög grad påverkats av regionala politiska förhållanden, med krig i grannländerna Angola, Kongo-Kinshasa, Moçambique, Namibia och Zimbabwe, samt kampen mot apartheid i Sydafrika. Zambia anslöt sig till den internationella bojkotten av den illegala regimen i Rhodesia 1965, och undvek till 1978 att exportera sina varor genom landet till utskeppningshamnar i Sydafrika. Under andra halvan av 1970-talet ledde kriget i Angola till att järnvägsförbindelsen till Lobito och dess hamn bröts, och Zambia blev i stället beroende av förbindelserna österut, genom Tanzania. Zambia tog också emot ett stort antal flyktingar från grannländerna.

### Näringsliv

#### Jord-, skogsbruk och fiske
På det relativt torra platålandet odlas särskilt majs och tobak. Trots att merparten av befolkningen är sysselsatt inom jordbruket är jordbruksproduktionen låg.

#### Energi och råvara
Naturtillgångar i landet är koppar, kobolt, zink, bly, kol, smaragd, guld, silver, uran och vattenkraft.
Zambia är rikt på metaller och mineraler, och i landet utvinns bland annat koppar, kobolt, kol, bly, zink, mangan, silver, järn, kalksten och ädelstenar. Sektorns ekonomiska betydelse har sjunkit efter en höjdpunkt tidigt på 1970-talet, och stod under det tidiga 2000-talet för under 10 % av BNP och sysselsatte cirka 10 % av den yrkesföra befolkningen. Industriell gruvdrift har drivits från tidigt 1900-tal, med bly, zink och koppar som de första produkterna. Gruvorna nationaliserades (med 51 %) 1971, och 1973 tog regeringen full kontroll över de två största gruvföretagen. Dessa slogs 1982 samman till Zambia Consolidated Copper Mines, världens näst största kopparföretag, som under andra halvan av 1990-talet privatiserades. Företaget styckades upp och såldes, och processen slutfördes 2000.
Zambias viktigaste enskilda metall är koppar, och mycket av landets utveckling har varit knuten till exporten av koppar, som under längre perioder har stått för mer än 90 % av landets exportintäkter, innan den sjönk under 1990-talet. Förekomsterna har tunnats ut och produktionen har sjunkit, bland annat på grund av bristande investeringar och underhåll. Intäkterna och lönsamheten har sjunkit både som en följd av lägre priser och lägre produktivitet, samt av dyrare produktion. De största gruvorna ligger i en tio mil lång zon längs gränsen mot Katanga-regionen i Kongo-Kinshasa, känt som Copperbelt (Kopparbältet).
Den näst viktigaste metallen är kobolt, men också produkten av detta varierar med svängningarna i de internationella marknadspriserna. Utvinningen av smyckestenar ökade på 1990-talet, men en betydande andel av produktionen utförs illegalt. Vid Kabwe (Broken Hill) utvinns fortfarande en del bly och zink, och i östra delen av landet finns stora tillgångar av fosfat. Zambia har även driftsvärdiga förekomster av marmor, delvis av hög kvalitet. I landet finns också mindre förekomster av bland annat guld och silver.
Zambia har goda förutsättningar för produktion av vattenkraft. Landet är självförsörjande och exporterar sitt överskott till Zimbabwe, Angola och Kongo-Kinshasa, samt från 1998 även till Sydafrika och Tanzania. De viktigaste kraftstationerna ligger vid Kafue Gorge, Karibasjön och Victoriafallen. För stora delar av befolkningen är dock fortfarande träkol och ved de viktigaste energikällorna.

#### Tjänster och turism
Turism är en näring på tillväxt, och Zambia förvaltar tillsammans med Zimbabwe Victoriafallen, som är landets främsta turistattraktion.

### Handel
Zambia har i perioder haft en positiv handelsbalans med utlandet, både på grund av höga intäkter från kopparexporten och stränga importrestriktioner. Landet är beroende av bistånd från andra länder och internationella organisationer. Betydelsen av landets tidigare så viktiga kopparexport har sjunkit väsentligt sedan tidigt 1990-tal. De viktigaste handelspartnerna är Sydafrika och Storbritannien, samt länderna i COMESA-regionen.

### Infrastruktur

#### Transporter
Väg- och järnvägsnätet är inte särskilt utbyggt, och delvis dåligt underhållet. Kommunikationsnätet är i hög grad inriktat på att förse Copperbelt med varor och export av dess koppar. Det fanns vid 2000-talets början 2 164 km järnväg och cirka 67 000 km väg. Fram till 1969 gick mycket av godstrafiken med järnväg till Moçambique, Angola och Kongo-Kinshasa, men på grund av krig i flera grannländer gick under en period mer och mer av frakten på landsvägar till Dar-es-Salaam i Tanzania. Tazara-banan (Tanzania-Zambia Railway) öppnades 1974 med betydlig kinesisk hjälp. Benguelajärnvägen till Lobito i Angola stängdes 1975 på grund av kriget där, och återuppbyggnaden påbörjades först 1997. Huvudvägar går också till Malawi, med förbindelser vidare till Moçambique och Botswana. En oljerörledning går från Tanzania med slutpunkt i Ndola. Efter Zimbabwes självständighet går mer av trafiken återigen till Zimbabwe – och vidare till Sydafrika – samt till Moçambique. Vägförbindelserna mellan Zambia och Botswana öppnades 1984.

#### Utbildning och forskning
År 2015 var läs- och skrivkunnigheten bland personer 15 år och äldre 63,4 procent. Bland männen var andelen något högre, 70,9 procent, medan andelen för kvinnor var 56,0 procent.

## Befolkning

### Demografi

#### Större städer
| Större städer |
| ------------- |
| Lusaka        |
| Kitwe         |
| Ndola         |
| Kabwe         |
| Chingola      |
| Mufulira      |
| Livingstone   |
| Luanshya      |

#### Urbanisering
Dryga 40 % av befolkningen levde i städer och tätorter 2010. Tätast befolkat var Copperbelt och området längs järnvägslinjen till Livingstone. Huvudstaden Lusaka är den största staden, följt av Ndola, Kitwe och Kabwe (Broken Hill).

#### Minoriteter
Befolkningen består av ett stort antal olika bantufolk. Den största folkgruppen är bemba, som har sin tyngdpunkt i Northern Province. Vid folkräkningen 1983 utgjorde de 35 % av befolkningen. I Eastern Province i östra Zambia bor fyra större folkgrupper: nsenga, cewa, kunda och ngoni. Den sistnämnda gruppen kom till sitt nuvarande område från Natal i Sydafrika i början av 1870-talet. Southern Province i söder domineras av ilatonga-gruppen, med undantag av området längs järnvägen mellan Livingstone och Copperbelt. Central Province är delad mellan ilatonga, lenje, soli och lala-lambafolk. North-Western Province är sparsamt befolkad av en rad olika folkslag med stark historisk anknytning till södra Kongo-Kinshasa: lunda, lovale, chokwe och kaonde. Western Province i väster domineras av lozi. Zambias cirka 45 000 européer är koncentrerade till Copperbelt och de större städerna längs järnvägslinjerna. Omkring 12 000 är indier.

### Språk
Engelska är det officiella språket. De cirka 30 afrikanska språken i landet tillhör alla bantuspråken. Sju av dessa används i undervisning, administration, tidningar samt radio och tv: bemba, tonga, nyanja, lozi, kaonde, lunda och lovale. De fyra förstnämnda är utbredda som handelsspråk jämte swahili. Bemba har blivit det gemensamma språket i Zambias industricentrum och gruvområden.

### Religion
Omkring 75 % av Zambias befolkning räknas som kristna. Strax under 25 % tillhör traditionella, lokala religioner. Skillnaden är emellertid oklar, då många kristna är präglade av afrikanska religioner. Av de kristna är omkring 26 % katoliker, 35 % protestanter, resten anglikaner och afrikanska kristna. I den asiatiska minoriteten är de flesta muslimer och bahaier, men det finns även några hinduer.

### Hälsa
| Hiv och aids             | 2016      | 2020        |
| ------------------------ | --------- | ----------- |
| Andel av befolkningen    | 12,4 %    | 11,1 % ▼    |
| Antal                    | 1 200 000 | 1 500 000 ▲ |
| Dödsfall per år          | 21 000    | 24 000 ▲    |
| Fetma                    | 2016      | -           |
| Andel av befolkningen    | 8,1 %     | -           |
| Undervikt hos barn <5 år | 2013      | 2019        |
| Andel av befolkningen    | 14,8 %    | 11,8 % ▼    |

Liksom delar av den afrikanska kontinenten är Zambia hårt drabbat av hiv och aids. Men det går åt rätt håll. Från en topp år 1993 då 110 000 personer beräknades som nyinfekterade av hiv har antalet nysmittade sjunkit över tid, år 2020 var antalet nysmittade 69 000, vilket var den lägsta siffran på 30 år. Även antalet dödsfall minskar, från en topp år 2003, då antalet aids-relaterade dödsfall beräknades till 76 000, till 24 000 år 2020.  Andelen av de smittade som får läkemedelsbehandling ökar samtidigt snabbt, från 32 % år 2010 till 81 % år 2020.
Mödradödlighet: 224 dödsfall per 100 000 födslar (2015)

### Övrig befolkningsdata
Den senaste folkräkningen hölls den 19 november 2013 och då uppgick den faktiskt befintliga befolkningen i Zambia (de facto) till 12 526 314 invånare, varav 6 280 539 män och 6 780 700 kvinnor. I samma folkräkningen uppgick den folkbokförda (de jure) befolkningen till 13 092 666 invånare. Folkräkningar hade tidigare hållits 2000, 1990, 1980 och 1969. Invånartalet i Zambia uppskattades i juli 2018 av The World Factbook till 16 445 079 invånare, av Förenta nationerna (befolkning den 1 juli 2017) till 17 094 130 invånare, av Internationella valutafonden till 17 773 000 invånare (för år 2018) samt av Världsbanken (juli 2016) till 16 591 390 invånare.

## Kultur

### Massmedier
Pressfriheten är starkt begränsad genom flera lagar, något som har gjort journalisternas arbete svårt, särskilt arbetet mot korruption. Ärekränkande uttalanden mot presidenten är olagligt och straffbart.

#### Press och förlag
I Zambia utkommer tre dagstidningar på engelska. Två är statligt ägda, och en är privat. Störst är de två statsägda Zambia Daily Mail (upplaga 2005: 40 000) och The Times of Zambia (upplaga 2005: 25 000). Förutom dessa ges ett stort antal veckotidningar och tidskrifter ut.

#### Radio och television
Radio och tv är statsdrivna. Vid sidan av det huvudsakliga radio- och tv-bolaget Zambia National Broadcasting Corporation, som har radiosändningar på engelska och sju lokala språk och tv-sändningar på engelska, finns det ett eget statligt bolag som sänder undervisningsprogram i radio och tv. Betal-tv med flera kanaler finns också. Det finns två privata radiostationer, men de sänder inte mycket politiskt stoff. BBC World Service och Radio France Internationale finns på FM-bandet i Lusaka och Kitwe.

### Konstarter

#### Bildkonst
Konsthantverk har en viktig plats hos många av Zambias folk. Bland annat är mbunda-, lovale- och chokwefolken kända för sina snidade och målade masker i trä eller bark. I de västra delarna av landet snidar man trästatyetter, och lozifolket har traditionellt tillverkat dekorerade föremål som husgeråd, stolar och huvudstöd.

#### Teater
Den zambiska dramatiken har haft stor betydelse i landet. Fwanyanga Matale Mulikita har skrivit Shaka Zulu, som bygger på en biografi över zulukungen Shaka. Andreya Masiye använde sig i The Lands of Kazembe (1973) av gamla portugisiska dagböcker. Pjäsen utspelar sig på gränsen till Angola, vid Zambezifloden. En folklig teater uppstod också i landet, och det största namnet är Kabwe Kasoma, vars satiriska pjäser spreds framförallt över radion. The Fools Marry framhålls ofta som hans största verk.

### Idrott
Zambias herrlandslag i fotboll blev den 12 februari 2012 mästare i afrikanska mästerskapen. Landslaget besegrade Elfenbenskusten på straffar i finalen.

## Internationella rankningar
| Organisation               | Undersökning                     | Bedömning                                   | Rankning   |
| -------------------------- | -------------------------------- | ------------------------------------------- | ---------- |
| Heritage Foundation        | Index of Economic Freedom 2019   | 53,6 (Mostly unfree; 100 är bäst)           | 138 av 180 |
| Reportrar utan gränser     | Pressfrihetsindex 2019           | 36,38 (0 är bäst)                           | 119 av 180 |
| Transparency International | Corruption perception index 2018 | 35 (0 är väldigt korrupt, 100 väldigt rent) | 105 av 180 |
| FN:s utvecklingsprogram    | Human Development Index 2018     | 0,591 - Medium human development            | 143 av 189 |
| The Economist              | Demokratiindex 2018              | 5,61 - Hybridregim (10 är bäst)             | 86 av 167  |